# Psorophora mathesoni
Psorophora mathesoni är en tvåvingeart som beskrevs av John Nicholas Belkin och Hermann von Heinemann 1975. Psorophora mathesoni ingår i släktet Psorophora och familjen stickmyggor. Inga underarter finns listade i Catalogue of Life.